# Britská šlechta

Velký znak Spojeného království Velké Británie a Severního Irska

Britská šlechta, či britská aristokracie, anglicky British nobility, jsou šlechtické rody ve Spojeném království. Šlechta všech čtyř domovských národností hrála významnou roli v utváření britských dějin, a to i přesto, že současní (byť dědiční) zástupci šlechtického stavu nemají žádné výsady, privilegia či práva, s výjimkou reziduálního práva kandidovat ve volbách do Sněmovny lordů, stravovacího práva ve Sněmovně lordů, pořadí ve formální protokolární hierarchii, nárok na některé tituly (viz níže), a nárok na audienci u panovníka. Více než třetina území Velké Británie je dosud v držení aristokracie a tradiční venkovské šlechty (tzv. landed gentry).

## Tituly britské šlechty
Britská šlechta je tvořena peery a jejich rodinami, avšak přesněji vzato dle právního výkladu, šlechtický stav ve Spojeném království zahrnuje jak titulované tak netitulované rody. Členové aristokracie (peerage) mají tituly vévoda (Duke), markýz (Marquess), hrabě (Earl), vikomt (Viscount) a baron. Peerové, kteří užívají některý z těchto titulů, jsou obvykle oslovováni jako „lordstvo“ (Lord). Nicméně skotští baroni (oficiální šlechtický titul Spojeného království), jsou titulováni The Baron of ....
Netitulovaná šlechta sestává ze zbylých rodů, kteří mají nárok na formální nebo zapsaný erbovní znak. Kromě označení Gentleman nebo Esquire nepožívají dalších privilegií, s výjimkou pořadí ve formálním Protokolární pořadí Spojeného království. Největší část Britské aristokracie historicky tvoří venkovská šlechta (landed gentry), kterou tvořili baroneti a netitulované erbovní rody vlastnící půdu, jejichž původ sahá do středověké feudální třídy (s titulem „gentleman“ díky jejich příjmů výhradně z vlastnictví půdy).